# ألبرت غودموندسون
ألبرت غودموندسون (بالآيسلندية: Albert Guðmundsson)‏ (و. 1997  م) هو لاعب كرة قدم، من آيسلندا، ولد في آيسلندا، يلعب كلاعب وسط.

## مسيرته الكروية
لعب ألبرت غودموندسون خلال مسيرته الاحترافية مع 4 أندية في سبعة مواسم وسجل خلالها 35 هدفًا ضمن 104 مباراة. ولم يفز بأي موسم بالكأس وفاز في موسم واحد بالدوري.
خاض ألبرت غودموندسون مسيرته مع Jong PSV ‏ في موسم 2015–16 واستمر معه طيلة ثلاثة مواسم، مشاركًا في 63 مباراة سجل خلالها 28 هدفًا. ثم انتقل إلى نادي آيندهوفن في موسم 2017–18 لمدة موسم واحد، حيث شارك في 9 مباريات ولم يسجل أي هدف. لينتقل بعدها إلى نادي إي زد ألكمار في موسم 2018–19 ولمدة موسمين، مشاركًا في 29 مباراة سجل خلالها 6 أهداف.

## روابط خارجية
- ألبرت غودموندسون على موقع الاتحاد الدولي (مؤرشف)  (الإنجليزية)
- ألبرت غودموندسون على موقع الاتحاد الأوربي (الإنجليزية)
- ألبرت غودموندسون على موقع إي إس بي إن إف سي (الإنجليزية)
- ألبرت غودموندسون على موقع قاعدة بيانات كرة القدم.إي يو (الإنجليزية)
- ألبرت غودموندسون على موقع بيانات كرة القدم. دي إي (الألمانية)
- ألبرت غودموندسون على موقع ليكيب (الفرنسية)
- ألبرت غودموندسون على موقع ناشيونال فوتبول تيمز (الإنجليزية)
- ألبرت غودموندسون على موقع Soccerway.com (الإنجليزية)
- ألبرت غودموندسون على موقع عالم كرة القدم.نت (الإنجليزية)